# Bordeaux 2030
Bordeaux 2030 est le troisième projet urbain de Bordeaux. Il a pour vocation de cadrer l'ensemble des grands projets de développement Bordelais de 2015 à 2030.  
Ce projet est divisé en Grands projets et en Grandes Zones d'Aménagement.

## Grands projets
- Aménagements du Fleuve
- Nouveau stade de Bordeaux : livré en 2015
- Archives municipales : livrées en 2016
- Cité du Vin : livrée en  juin 2016
- Parc aux Angéliques : achèvement en 2017
- Extension de la Gare Saint-Jean : achèvement en 2017
- Le Muséum : réhabilitation achevée en 2018
- Le pont Simone-Veil : livré en juillet 2024 [2]

## Grandes Zones d'Aménagement
| Projet                 | Quartier | Objectif | Bâtiments Phares                                                                         | Demarage Etudes | Démarrage Réalisation | Livraison                     |
| ---------------------- | --- | --- | ---------------------------------------------------------------------------------------- | --------------- | --------------------- | ----------------------------- |
| Ginko                  | Ginko / Berges du Lac | Création d'un "éco-quartier" (zone résidentielle verte) | 2700 Logements 40% d'espaces verts                                                       | 2006            | 2010                  | 2020                          |
| Les Aubiers            | Les Aubiers | Réaménagement du quartier (Bibliothèque, assainissement, urbanisation...) |                                                                                          | 2010            | 2010                  | 2015                          |
| Bassins à Flot         | Bassins à Flot | Réaménagement des rives des Bassins à Flot, avec un projet de quartier résidentiel plus 2 ouvrages d'art : le Pont Jacques Chaban Delmas et la Cité du Vin | Pont Jacques Chaban-Delmas Cité du Vin Quartier résidentiel                              | 2008            | 2011                  | 2013-2016                     |
| Grand Parc             | Grand Parc | Réaménagement du quartier (urbanisation, Salle des fêtes) |                                                                                          | 2012            | 2015                  | 2016                          |
| Caudéran               | Caudéran | Réaménagement du quartier (urbanisation, ...) |                                                                                          |                 |                       |                               |
| Brazza                 | La Bastide | Transformer la Zone d'Activité en territoire mixte (Activités + Résidentiel) |                                                                                          | 2010            | 2015                  | 2017                          |
| La Benauge             | La Bastide | Réaménagement du quartier (urbanisation, ...) |                                                                                          | 2010            | 2012                  | T1 : 2016 T2 : 2022           |
| Niel                   | La Bastide | Réaménagement du quartier en quartier mixte (urbanisation, ...) | Projet Darwin Archives de Bordeaux Métropole                                             | 2009            | 2010                  | T1 : 2012 T2 : 2016 T3 : 2018 |
| (Re)Centres            | Centre-ville (St Eloi, Victor Hugo, Ste Eulalie, Victoire, Capucins, St Michel, André Meunier, Ste Croix et une partie du quartier de la Benauge rive droite) | Réaménagement du quartier (urbanisation, ...) |                                                                                          |                 |                       |                               |
| Saint-Augustin         | Saint-Augustin | Réaménagement du quartier à la suite du déménagement du club des Girondins du Stade Jacques Chaban Delmas vers le Grand Stade de Bordeaux. Réaménagement du pôle hospitalo-universitaire Pellegrin avec renforcement de la recherche (notamment via le Neurocampus). Démolition reconstruction de la Cité Léo Saignat. | Stade Chaban-Delmas Pôle Hospitalo-Universitaire (incluant Neurocampus) Cité Léo Saignat | 2008            | 2012                  | 2014                          |
| Bordeaux Euratlantique | Gare St Jean Belcier Bordeaux Sud Garonne Eiffel | Opération d'Intérêt National. Accueillir la nouvelle LGV (Bordeaux-Paris 2h) Aménagement urbain Prolongement des quais et interface avec le pont Simone-Veil. Créer un centre d'affaires (en accueillant notamment Banques et Assurances) Aménager la rive opposée (droite) : côté Garonne-Eiffel                      | La MECA Gare St Jean Quais + voie verte Parkings Sociétés                                | 2008            | 2014                  | T1 : 2020 T2 : 2025 T3 : 2030 |